# Waldina Paz
Jariet Waldina Paz (ur. 15 czerwca 1966 w Tegucigalpie) – honduraska dziennikarka i polityk. Obecnie jest zastępcą Krajowego Kongresu Hondurasu reprezentującego Partię Liberalną Hondurasu dla Francisco Morazána.